# Бача, Юрий
Юрий Бача (чеш. Jurij Bača, укр. Юрій Бача; 13 мая 1932, Чехословакия — 25 января 2021) — чехословацкий и словацкий поэт, писатель и литературный критик. Историк, редактор.

## Биография
Украинец по происхождению. После окончания Братиславского университета, работал в Прешовском педагогическом институте.
В 1957—1960 годах учился в аспирантуре при Киевском университете, после чего стал преподавателем украинской литературы в Прешовском университете.
В 1960-е годы Ю. Бача был ведущим украинским деятелем культуры в Прешовском регионе.
Публиковал сборники поэзии, короткие рассказы, а также работы в области истории, социальной и литературной критики в периодических изданиях, таких как журнал «Duklia», который он редактировал.
Его основная работа «Літературний рух на Закарпатті середини XIX століття» («Литературное движение на Закарпатье в середине XIX века», 1961).
После советского вторжения в Чехословакию в 1968 году, Ю. Бача был арестован и заключён в тюрьму, где находился в течение двух с половиной лет. После освобождения из тюрьмы был вынужден работать чернорабочим.
В 1990 году вновь работал в Прешовском педагогическом институте, с 2001 по выхода на пенсию в 2002 году был профессором украинской литературы в этом институте.

## Избранные публикации
- Podmienky rozvoja ukrajinskej literatúry v Československu po roku 1945 (1990)
- A materi tvojij zavydžu (1991)
- Z istoriji ukrajins´koji literatury Zakarpattja ta Čecho-Slovaččyny (1998)
- Filozofická trilógia (2007)
- Technológia tvárnenia (2010)